# Spring Hill (Tennessee)
Pour les articles homonymes, voir Spring Hill.
Spring Hill est une municipalité américaine située dans les comtés de Maury et de Williamson au Tennessee.
La ville fait partie de l'agglomération de Nashville. Grâce à sa situation près de l'Interstate 65 et à des prix de l'immobilier relativement faibles, Spring Hill connaît une importante croissance depuis les années 1990.
Selon le recensement de 2010, Spring Hill compte 29 036 habitants, dont 22 013 dans le comté de Williamson. Sa population est estimée à 37 731 habitants au 1er juillet 2016, soit une augmentation de 30 % par rapport au dernier recensement.
La municipalité s'étend sur 27,11 milles carrés (70,21 km2), dont 0,05 milles carrés (0,13 km2) d'étendues d'eau. La majeure partie de son territoire est située dans le comté de Maury : 17,08 milles carrés (44,24 km2).

## Personnalités liées à la municipalité
- Julie Hayden, enseignante afro-américaine (1857-1874)